# ビルバク
『ビルバク』（BuileBaku）は、角川書店が2002年3月20日に発売したPlayStation 2用パズルゲーム。

## ゲームの目的
ゲームは3つのモードから成り立っているが、全て「ビルを少ない回数(=ターン)とダイナマイトで崩壊させる」というのを基本としている。
ビルは複数のマップで構成され、全てのマップをクリアするとビルが崩壊する。
マップを攻略するには、「全てのブロックにダメージを与える」必要がある。（ブロックに関しては後述）
一定のターンかダイナマイト数を超えるともう1度そのマップに挑戦する必要がある。
なお、規定ターン数になってしまってもアンドゥで一定回数やり直せる。
ブロックは3種類あり、白い「ノーダメージブロック」、タイプによって色が変わる「ダメージブロック」、ダメージを与えられない濃いグレーの「ハードブロック」がある。
ダイナマイトの形（シルエット）は基本的に3個はL字型、5個は十字、それ以外は全て直線となっている。
なお、L1・R1ボタンで回転することが出来る。
また、爆発時に上下に対してノーダメージ1ブロックをダメージブロックで挟むと「挟み効果」により、そのブロックにもダメージを与えられる。
つまり、底か天井のブロックは自力で爆破させないとダメなのである。

## ゲームモード
基本的にはメインモード・スタンダードタイプのシルエットを使う。

### メインモード
メインモードは4つのタイプに分かれて進めていく。
- スタンダードタイプ:全ての基本となるタイプで、前述のシルエットを使用する。ダメージブロックの色はオレンジ。

- スペシャルタイプ:基本シルエットに加え、特殊な形に組まれたシルエットを1回だけ使用して解くタイプ。爆発のタイミングは通常と同じ。ダメージブロックの色は水色。

- クラックタイプ:斜めに爆発をすることが出来るシルエットを複数個使って解くタイプ。爆発のタイミングは「自身と影響線、挟み効果のあるブロック以外にダメージを与える」必要がある。

設置時にどこが爆発するかの影響線が出るが、ダメージ、及びハードブロックに当たるとそこで止まる。ダメージブロックの色は黄緑。
- ディレクションタイプ:黄色い起爆点が付加されているダイナマイトを起爆点同士で繋げるとその間にあるブロック、及び挟み効果が有効なブロックにダメージを与える。

このタイプは途中にダメージ、及びハードブロックがあると無効になるので注意が必要。ダメージブロックの色はピンク。

### チャレンジモード
いわゆるタイムアタック。マップは99通り出てくる。
最初に35秒の時間が与えられ、クリアするごとに残時間の4分の3とターン・ダイナマイトの余り（ぴったりなら4秒、ダイナマイトが1個余るごとに+1秒、1ターン余るごとに+4秒）、そして35秒（Map67以降は徐々に短くなっていく）が追加される。途中で時間が0になるか、リトライ条件を満たしてしまうとその時点で終了となる。アンドゥが出来ないため、時には立ち止まることも必要。

ダメージブロックの色は一定マップ攻略ごとに変化する（1~33が青、34~66が紫、67~99がピンク）。

### バトルモード
いわゆる対戦モード。
このモードのみアンドゥではなくリセットとなっている。
最初に相手に対してリセットを仕掛ける「アタック」の使用数を決定する（自分へのリセットは回数不問）。
ルールは通常と同じだが、マップは同じ形状でダメージブロックの配置が違う4つのみとなっている。
ちなみに勝者は自分のビルが崩壊する様を見ることが出来る。
ダメージブロックの色は1Pが緑、2Pが水色となっている。

## その他
当初は2001年11月29日の発売予定だったが、同年の9月11日にアメリカ同時多発テロ事件が発生して世界貿易センタービルが崩壊するシーンが世界中に報道されたことを受け、一時は発売が無期延期になった。本来の内容は「ビル解体シミュレーション」であり、アメリカの爆破解体業者の協力によってリアルに作られていたが、事件後全面的に作り直され、元の「ビルバク」とは全く異なるゲーム内容で発売される事となった。
なお、本作の広報では「『テトリス』を作ったハンス・ヤンセン氏が監修」というのを売り文句としていたが、ハンス・ヤンセンはファミコン版やパソコン版のテトリスを製作したBPS社のグラフィックデザイナーにすぎない。テトリスのゲームデザイナーはアレクセイ・パジトノフであるが、本作には関わっていない。